# スリー・オブ・ハーツ
『スリー・オブ・ハーツ』（Three of Hearts）は1993年公開のアメリカ映画。ユレク・ボガエヴィッチ監督。
恋人同士の2人の女性と、孤独なジゴロとの三角関係を描く。

## ストーリー
ニューヨークに暮らすコニーとエレン。二人は恋人同士であったが、バイセクシュアルのエレンは、ある日突然コニーに別れを告げる。納得できないコニーは、ジゴロのジョーに頼んでエレンを誘惑させ、本心を探ろうとする。ところが、ジョーはエレンのことを本気で好きになってしまう。

## キャスト
※括弧内は日本語吹替
- ジョー - ウィリアム・ボールドウィン（大滝寛）
- コニー - ケリー・リンチ（塩田朋子）
- エレン - シェリリン・フェン（山下智子）
- ミッキー - ジョー・パントリアーノ
- イヴォンヌ - ゲイル・ストリックランド
- アリソン - セック・ヴェレル